# Рожає (община)
Община Рожає (чорн. Општина Рожаје/Opština Rožaje) — община/громада в Чорногорії. Адміністративний центр общини — місто Рожає. Населення становить близько 22 693 (2003).
Громада розташована в північно-східній частині Чорногорії межує з Сербією та Косово і общиною Беране, в долині річки Лім, в історико-географічній області Санджак. Ця крайня адміністративна точка країни вважається боснійським національним анклавом в Чорногорії.

## Національний склад
Згідно з переписом населення країни, станом на 2003 рік:
| Етничні групи                   | Населення | Процент  |
| ------------------------------- | --------- | -------- |
| боснійці                        | 18.628    | 82,08 %  |
| мусульмани                      | 1.510     | 6,65 %   |
| албанці                         | 1.008     | 4,44 %   |
| серби                           | 904       | 3,98 %   |
| чорногорці                      | 440       | 1,93 %   |
| не визначилися з національністю | 53        | 0,23 %   |
| інші                            | 150       | 0,69 %   |
| Загалом                         | 22.693    | 100,00 % |

## Населені пункти общини/громади
| - 'Балотичі Balotići', - Банджов Bandžov, - Бач Bać, - Баща Bašča, - Беснік Besnik, - Бієла Црква Bijela Crkva, - Бішево Biševo, - Богаї Bogaji, - Буковиця Bukovica, - Вуча Vuča - Гірська Ловниця Gornja Lovnica, - Грахово Grahovo, - Грижиці Grižice, | - Донья Ловниця Donja Lovnica, - Дацічі Dacići, - Ібарац Ibarac, - Калаче Kalače, - Колєно Koljeno, - Паучина Paučina, - Плумці Plumci, - Радетіна Radetina, - Рожає Rožaje - Сеошниця Seošnica, - Сінановичі Sinanovići, - Црнокрпе Crnokrpe, - Яблониця Jablanica, |